# 3. Bayerische Theatertage Augsburg 1985
Die 3. Bayerischen Theatertage fanden vom 8. bis 19. Juni 1985 in Augsburg statt, das damit zum ersten Mal Gastgeber der Bayerischen Theatertage, des größten bayerischen Theaterfestivals, war.

## Programm
An den Aufführungen der Bayerischen Theatertage 1985 waren insgesamt 15 Ensembles aus ganz Bayern beteiligt:

## Bühnen
- Städtische Bühnen Augsburg
- E.T.A.-Hoffmann-Theater Bamberg
- Landestheater Coburg
- Theater in der Garage Erlangen
- Städtebundtheater Hof
- Stadttheater Ingolstadt
- Südostbayerisches Städtetheater Landshut
- Landestheater Schwaben Memmingen
- Bayerisches Staatsschauspiel München
- Staatstheater am Gärtnerplatz München
- Theater der Jugend München
- Volkstheater München
- Städtische Bühnen Nürnberg
- Städtische Bühnen Regensburg
- Stadttheater Würzburg